# Румянцевский ручей
Румя́нцевский ручей (другое название — Родник) — малая река в районе Солнцево Западного административного округа города Москвы, правый приток Сетуни.
Длина Румянцевского ручья составляет 4,2 км (по другим данным 3 км), участок с постоянным течением — 2,5-3 км, площадь водосборного бассейна — 4-5 км². Исток реки расположен на востоке деревни Дудкино. Водоток проходит на запад через деревенские пруды, по открытой местности течёт в Румянцево, где пересекает Киевское шоссе и впадает в Румянцевский пруд. Далее протекает в районе Солнцево вдоль Родниковой улицы около двух километров, затем впадает в Сетунь. Улица получила своё наименование по второму названию реки, которое дали местные жители — Родник.
После прокладки водопроводной сети в Румянцево и поступления городских стоков из Солнцева Родник стал многоводнее. Его питание осуществляется за счет родниковых и сточных вод.